# Joe Bendik
Joseph T. Bendik (* 25. April 1989 in Northport, New York) ist ein ehemaliger US-amerikanischer Fußballtorhüter und heutiger Torwarttrainer.

## Karriere

### Spieler
Nach seiner Zeit in der College-Mannschaft wechselte Bendik im März 2010 nach Norwegen, um dort beim Zweitligisten Sogndal den Kasten zu hüten. Nach zwei Spielzeiten und einem Aufstieg ging er zurück in sein Heimatland und wurde dort Teil des Kaders der Portland Timbers in der MLS. Sein Debüt hatte er am 28. April 2012 bei einer 0:2-Niederlage gegen Montreal Impact, als er in der 67. Minute für den verletzten Troy Perkins eingewechselt wurde. Für die folgende Saison schloss er sich dem Toronto FC an. Daraufhin folgte sein nächster Wechsel, welcher ihn zu Orlando City führte. Zur Saison 2019 wechselte er zu Columbus Crew und bereits im Sommer des Jahres weiter zu Philadelphia Union.
In der Saison 2020 gewann er mit seiner Mannschaft den Supporters Shield.
Im Februar 2024 schloss er sich den Vancouver Whitecaps an. Dort beendete er nach der Saison 2024 seine Karriere als Torhüter.

### Trainer
Seit der Saison 2025 ist Bendik im Trainerstab von Gregg Berhalter bei Chicago Fire, wo er als Torwarttrainer agiert.